# Clinical Cancer Research
Clinical Cancer Research is een internationaal, aan collegiale toetsing onderworpen wetenschappelijk tijdschrift op het gebied van de oncologie. De naam wordt in literatuurverwijzingen meestal afgekort tot Clin. Canc. Res. Het wordt uitgegeven door American Association for Cancer Research en verschijnt tweewekelijks. Het eerste nummer verscheen in 1995.